# María José Ferrer San Segundo
María José Ferrer San-Segundo (València, 6 de març de 1962) és una advocada i política valenciana, diputada a les Corts Valencianes en la IX legislatura i regidora a l'Ajuntament de València des de 2019.

## Biografia
És llicenciada en Dret per la Universitat de València (1985) i doctorada amb Excel·lent 'cum laude' amb la tesi L'obligació negativa, per unanimitat del tribunal, i que s'ha publicat un llibre monogràfic. A més també ha publicat en l'àmbit del Dret Privat i el Dret Públic. També és llicenciada en Ciències Polítiques i de l'Administració a la Universitat Miguel Hernández d'Elx. María José Ferrer ha estat violinista de l'Orquestra del Conservatori Superior de Música de València i de la Jove Orquestra de Cambra d'Espanya, estudiant també altres instruments com el piano o la guitarra.

### Àmbit jurídic
Des de 1985 ha treballat com a advocada especialista en Dret Civil, matèria que imparteix com a Professora Associada a la Universitat de València entre 1988 i 2015, així com a la Universitat CEU Cardenal Herrera. També ha estat vocal de la Comissió de Codificació Civil Valenciana, membre del Consell editorial de la Revista de Dret Civil Valencià, àrbitre del Tribunal Arbitral de València i de la Cort d'Arbitratge i Mediació de la Cambra de València, Mediadora Civil-Mercantil i Concursal, o diputada a la Junta de Govern del Il·lustre Col·legi d'Advocats de València.
De 2013 a 2015 ha estat secretària del Patronat de la Fundació Bancaixa, i de 2011 a 2012 Comissària General per a la Commemoració a la Comunitat Valenciana del Bicentenari de la Constitució Espanyola de 1812. De 1989 a 1992 va ser Secretària i Vicepresidenta de l'Associació Valenciana de Juristes Demòcrates (AVJD).

### Àmbit comunicatiu
Com a analista política, ha estat columnista al diari El Mundo, i ha fet de moderadora i presentadora de debats polítics al programa Parlem clar de Canal 9 (2008-2009), on ha estat tertul·liana, així com d'altres programes de ràdio a Onda Cero o Ràdio 9, i televisió com "La Marimorena" de 13TV, "El Faro" de Mediterraneo TV, "VLC Directe" de Levante TV o "Ágora", "Entre Mujeres" en Canal 7, del qual va ser directora i presentadora.

### Àmbit polític
En l'àmbit polític, Ferrer San Segundo fou candidata per València a les eleccions generals espanyoles de 1986 pel Partit Reformista Democràtic, del que en fou secretària general a València. No ha tornat a participar activament en política fins que va ser escollida diputada a les eleccions a les Corts Valencianes de 2015 pel Partit Popular (PP).
L'any 2019 s'incorpora a l'equip de Maria José Català (PP) per tal disputar-li el govern de la ciutat de València a la coalició d'esquerres que la governa des de 2015 amb Joan Ribó al capdavant. Català i Ferrer no aconsegueixen el seu objectiu i romanen a l'oposició fins a la següent convocatòria electoral, la de 2023. En aquesta ocasió el PP aconsegueix superar els partits d'esquerra, però amb el suport del partit ultradretà Vox.
Maria José Ferrer San Segundo passa a ser la primera tinent de l'alcaldessa Català i responsable de les àrees d'hisenda i transparència.